# Die Unsichtbare (Film)
Die Unsichtbare ist ein deutsches Filmdrama aus dem Jahr 2011.

## Handlung
Josephine Lorenz, genannt Fine, ist eine unscheinbare Schauspielstudentin aus Berlin, die gemeinsam mit ihrer alleinerziehenden Mutter und ihrer behinderten Schwester Jule Lorenz zusammen wohnt. Völlig erschöpft nimmt sie an einem Vorsprechen zur neuen Inszenierung des Theaterstücks Camille teil. Trotz allen Gebrülls schläft sie auf der Bühne ein und blamiert sich. Aber der Theaterregisseur Kaspar Friedmann lädt sie zu einem weiteren Vorsprechen ein, wo sie ihn mit ihren Dänischkenntnissen und ihrer Natürlichkeit überzeugt. Zur Überraschung aller wird sie für die Hauptrolle der Camille besetzt. Schnell nimmt sich Friedmann Lorenz unter seine Fittiche und erzählt ihr von Marlon Brando und wie er in seiner Form des Method Actings jeder zu spielenden Figur ein Tier zuordnete. Friedmann sieht in Camille eine ausgehungerte Hyäne. Fine lässt sich auf Friedmanns Aussagen ein und spielt zu Hause die ausgehungerte Hyäne. Nach weiteren Tipps, sich stärker in die Figur der Camille einzufühlen, beginnt Fine sich als Camille auszugeben und verfolgt ihren heimlichen Schwarm, ihren Nachbarn Joachim. Sie spricht ihn in einem chinesischen Restaurant an, und beide kommen sich näher. Allerdings stoppt Fine noch beim Kuss. Dennoch trifft sie sich weiter mit ihm.
Kurze Zeit später entdeckt Friedmann, dass Fine mit Jule eine behinderte Schwester hat. Er bittet Fine zum Essen, um sich mit ihr über die Figur der Camille zu unterhalten. Dabei sprechen beide auch über schmerzhafte Erfahrungen in ihrer Vergangenheit. Fine erzählt, wie sie sich im Alter von acht Jahren den Arm brach, die Verletzung verheimlichte und ihre Eltern nicht bemerkten, dass ihr Arm schief hing, weil sie sich zu sehr auf ihre Schwester Jule konzentrierten. Auf Kaspars Nachfragen offenbart Fine, dass sie sich Jules Tod wünschte. Später lässt Kaspar mit den Studenten und Fine eine Vergewaltigungsszene nachspielen. Mit dem erfahrenen Schmerz provoziert sie ihre Mutter, sodass diese auf sie einschlägt. Da Kaspars Tipps funktionieren, sich in die Figur der Camille einzufühlen, schläft sie mit ihm und entfernt sich emotional von ihrem Tunnelbauer Joachim. Mit all ihrer erfahrenen Wut rastet Fine bei den Proben aus und schlägt wild um sich. Kaspar ist absolut begeistert, aber die anderen Schauspieler sind zum Teil entsetzt, da sie sich fragen, wie weit Schauspielerei gehen darf. Fine bekommt dabei zu hören, dass sich Kaspar wie ein Blutegel an die Psyche seiner Schauspieler ansaugt, bevor er ablässt und sie ignoriert. Fine fragt anschließend Kaspar, warum er sie überhaupt als Hauptdarstellerin besetzt hat und erfährt, dass es lediglich daran lag, dass sie einen seelischen Schaden hat.
Fine ist schockiert und provoziert fortan Kaspar. Sie weigert sich auch schließlich, sich auf der Bühne auszuziehen. Auch zu Hause läuft es nun schlechter, nachdem sie ihre Mutter provozierte. Sie findet ihr Zimmer komplett verwüstet vor, wobei ihre Mutter behauptet, dass es Jule war. Ruhe erhofft sich Fine bei Joachim zu finden. Sie schläft und ist glücklich mit ihm. Er bittet sie sogar mit ihm ins Ausland zu gehen. Doch als er ihr am nächsten Morgen folgt, sie nackt bei den Proben im Theater vorfindet und die Dialoge hört, die sie ihm zuvor ins Ohr hauchte, ist er entsetzt und verschwindet wieder. Als Fine abends auch noch von ihrer Mutter hören muss, dass sie ihr die Schuld gibt, dass Jule so unglücklich ist, rastet sie nachts aus und erstickt Jule fast mit einem Kopfkissen. Zwar versucht sie sich am nächsten Tag dafür zu entschuldigen, aber Jule ist ihr gegenüber distanziert und ablehnend. Fine kennt nur noch einen Ausweg: Suizid. Sie nimmt Tabletten und schneidet sich die Pulsadern auf. Ihre Mutter kommt gerade noch rechtzeitig nach Hause, um sie zu retten.
Fine schließt mit sich selbst Frieden. Sie geht auf Kaspar zu und erklärt sich bereit, sich komplett in ihre Rolle fallen zu lassen. Außerdem versucht sie den Kontakt zu Joachim wieder aufzubauen. Doch obwohl er ihr ein Treffen zusagt, ist er zur verabredeten Zeit längst ausgezogen, als sie dessen Wohnung betritt. Dennoch findet Fine genügend Kraft, um anschließend auf der Bühne bei der Premierenvorstellung von Camille zu stehen.

## Kritik
„Drama im Theatermilieu, das von einem eindrucksvollen Ensemble, vor allem der hervorragenden Hauptdarstellerin sowie einer stimmigen atmosphärischen Bildsprache lebt. Die Handlung ist dagegen weniger originell, und das Bestreben, die Hauptfigur psychologisch auszuerklären, lässt viel an Spannung verpuffen.“

„Dieser Selbstfindungsprozess wurde von Jungregisseur Christian Schwochow – nach ‚Novemberkind’ seine zweite Regiearbeit – leider mit wenig Kino tauglichen Bildern recht fahrig umgesetzt. Trotz guter Darsteller (besonders Stine Fischer Christensen als Fine) gehen in diesem Psychodrama viele überspannte Momente wie Klischees dem Zuschauer auf Dauer auf die Nerven.“

„Der Film ist sehr gut erzählt und montiert, in sich schlüssig ohne Brüche, bis auf die etwas romantisierende positive Veränderung der behinderten Schwester zum Schluss, mit einer starken und klaren Handschrift von Regisseur und Co-Autor Christian Schwochow inszeniert. Eine faszinierend spannende psychologische Studie über den Reifungsprozess von einer an sich zweifelnden Schauspielschülerin hin zu einer erwachsenen Künstlerin: Fine ist nicht mehr unsichtbar.“

„Die Unsichtbare" erzählt eigentlich eine Aschenputtelgeschichte. […] Zwischen Friedmann und Fine entwickelt sich ein abgründiger Pas-de-deux nach dem Black-Swan-Szenario. Verführung und Manipulation versus Selbstentblößung bis an die Grenzen der Selbstzerstörung. Wunderbar, wie Noethen den Regie-Tyrannen zum Faszinosum macht, wie er das Mephistohafte aufblitzen lässt und das Genie-Gehabe aus Selbstmitleid und zynischer Provokation mixt. […] Tatsächlich lockt er sie aus ihrer Verhuschtheit heraus und lässt sie all ihre verborgenen Impulse und Sehnsüchte entdecken. Auch wenn die Story da bisweilen ins Plakative rutscht – bei einem Film, der derart von darstellerischen Intensitäten lebt, fällt das nicht weiter ins Gewicht.“

## Hintergrund
Das Drehbuch wurde innerhalb von drei Jahren geschrieben. Zu Recherchezwecken nahm der Regisseur Christian Schwochow zwei Monate Schauspielstudium in New York City. Er selbst gab an, dass die Darstellung der Theaterszene nicht authentisch ist, sondern lediglich die subjektive Geschichte einer jungen Frau widerspiegelt.
Bei der Verleihung des Deutschen Filmpreises 2012 wurden Dagmar Manzel und Christina Drechsler jeweils als Beste Nebendarstellerin nominiert, wobei Manzel den Preis gewann. Bei der Verleihung des Deutschen Schauspielerpreises 2012 wurden Manzel und Ulrich Noethen jeweils als Beste Nebendarstellerin und Bester Nebendarsteller ausgezeichnet.
Gedreht wurde der Film vom 20. Juli 2010 bis zum 29. August 2010.
Der Film hatte seine Weltpremiere am 3. Juli 2011 auf dem Internationalen Filmfestival Karlovy Vary. In Deutschland wurde er am 9. Februar 2012 in den Kinos veröffentlicht und ist seit dem 21. August 2012 auf DVD und Blu-ray Disc erhältlich.